# Eric García
Eric García Martret (Barcelona, 2001. január 9. –) olimpiai bajnok spanyol válogatott labdarúgó, posztját tekintve hátvéd. A La Ligában szereplő Girona játékosa, kölcsönben az FC Barcelona csapatától.

## Pályafutása

### Korai évei
2008-ban mindössze 7 évesen csatlakozott az FC Barcelona csapához. A következő állomása kilenc év után Manchester városa volt, ahol a City-hez szerződött. Az első szezonjában az U18-as csapatban kapott játéklehetőséget itt csapatkapitány is volt. És játszott az U19-es csapatban is, itt nemzetközi porondon is pályára lépett, az UEFA Ifjúsági Liga-ban.

### Klubcsapatokban

#### Manchester City
2018-as nyári előszezonban csatlakozott a csapathoz, az Amerikai Egyesült Államokban megtartott Nemzetközi Bajnokok Kupája sorozatában. Július 20-án mutatkozott be a csapatban, a Borussia Dortmund elleni találkozón.
December 18-án mutatkozott be hivatalosan az együttesben; 17 évesen, és 343 naposan, az EFL-kupa nyolcaddöntőjében, a Leicester City elleni büntetők utáni 2–4-s összecsapáson. 2019-ben több sorozatban is nevezték először; március 16-án a FA-kupába, a Swansea City elleni negyeddöntő mérkőzésen. Majd az angol szuperkupában augusztus 4-én, ahol győztesek is lettek, és később szeptember 18-án a Bajnokok Ligájában a Shakhtar Donetsk ellen a csoportkörben.
Szeptember 21-én játszott először a Premier Leauge-ben, a Watford FC elleni 8–0-s bajnokin. December 11-én debütált a BL-ben a horvát Dinamo Zagreb elleni 1–4-s találkozón.
2020. január 26-án pedig a FA-kupában mutatkozott be, a Fulham FC elleni kupamérkőzésen.
2020. június 17-én az Arsenal elleni bajnoki 80. percében, csapatára Ederson vakmerően futott ki a kapujából és összeütköztek, majd elvesztette eszméletét. Eric-re oxigénmaszkot tettek és hordágyon szállították le a pályáról. Később kiderült agyrázkódást szenvedett.
2020. augusztus 6-án a csapat vezetőedzője, Pep Guardiola sajtótájékoztatón jelentette be, hogy Eric nem hosszabbítja meg, 2021 nyarán lejáró szerződését, de a klub ragaszkodott hozzá.
2021. május 18-án játszotta utolsó mérkőzését a csapatban, a Brighton elleni bajnokin. Majd a szezon végén a klubbal megnyerték a 2020/21-es bajnokságot.

#### FC Barcelona
2021. június 1-jén jelentette be a katalán együttes, hogy 2026-ig szerződést kötöttek vele, így négy esztendő után visszatért nevelőegyüttesébe.
Augusztus 15-én egy 4–2-s Real Sociedad elleni győztes bajnokin mutatkozott be a csapatban, amelyen 83 percet játszott.
A második fordulóban a Athletic Bilbao ellen egy szabálytalanság miatt az utolsó percekben egyből kiállította a játékvezető.
Szeptember 14-én debütált a klub színeiben első alkalommal a Bajnokok Ligájában, a Bayern München ellen.
Október 24-én játszotta első El Clásico mérkőzését, amelyen 1–2-s vereséget szenvedtek.
Az első gólját a karrierje során a 2022/23-as idény - 4. fordulójában szerezte a Sevilla elleni bajnokin, a 3–0-s mérkőzés utolsó gólját lőtte.

#### Girona(kölcsön)
2023. szeptember 1-jén csatlakozott a 2023–2024-es idény végiég a katalán klubhoz.

### A válogatottban

#### Spanyolország U23
2021. június 29-én beválogatták a csapat 22-fős keretébe a Tokióban megrendezett, 2020 évi nyári olimpiára.
Az első mérkőzése július 17-én volt, a Japán U23 elleni 1–1-s barátságos találkozón. Aztán öt nappal később lépett pályára először tétmérkőzésen, Egyiptom ellen a 2020-as nyári olimpián.
Július 28-án az Argentína elleni döntetlenre végződő találkozó után, elsőként jutottak tovább a csoportban, így a negyeddöntőben Elefántcsontpartot kapták meg ellenfélnek, amely mérkőzés hosszabbítás után 5–2-s továbbjutást eredményezett. 
Az elődöntőben a házigazda Japánok voltak az ellenfelek, amely mérkőzés 1–0-s győzelemmel ért véget. Augusztus 7-én Brazília ellen a döntőt elveszítették, így ezüstérmesekként zárták a 2020 évi. nyári olimpiát.
2024-ben a párizsi olimpián a spanyol válogatott tagjaként olimpiai bajnoki címet szerzett.

#### Spanyolország
2020. augusztus 20-án Luis Enrique hívta be a felnőttválogatott 23-fős keretébe először, az UEFA Nemzetek Ligája két mérkőzésére. Szeptember 6-án egy Ukrajna elleni 4–0-s hazain debütált csereként az 59. percben Sergio Ramos-t váltva.
Október 7-én a Portugália elleni barátságos találkozón kezdőként lépett pályára.
Majd november 11-én játszott végig egy teljes mérkőzést Hollandia ellen.
2021. május 24-én beválogatták a 2020-as Európa-bajnokságra.
2022. november 11-én Luis Enrique nevezte a csapat 26-fős keretébe a 2022-es katari világbajnokságra.

## Statisztika
2023. szeptember 2-i állapot szerint
| Klub             | Szezon           | Bajnokság        | Bajnokság | Bajnokság | Kupa  | Kupa  | Ligakupa | Ligakupa | Nemzetközi | Nemzetközi | Egyéb | Egyéb | Összes | Összes |
| Klub             | Szezon           | Liga             | Mérk.     | Gólok     | Mérk. | Gólok | Mérk.    | Gólok    | Mérk.      | Gólok      | Mérk. | Gólok | Mérk.  | Gólok  |
| ---------------- | ---------------- | ---------------- | --------- | --------- | ----- | ----- | -------- | -------- | ---------- | ---------- | ----- | ----- | ------ | ------ |
| Manchester City  | 2018/19          | Premier League   | 0         | 0         | 0     | 0     | 3        | 0        | 0          | 0          | 0     | 0     | 3      | 0      |
| Manchester City  | 2019/20          | Premier League   | 13        | 0         | 2     | 0     | 3        | 0        | 2          | 0          | 0     | 0     | 20     | 0      |
| Manchester City  | 2020/21          | Premier League   | 6         | 0         | 2     | 0     | 1        | 0        | 3          | 0          | —     | —     | 12     | 0      |
| Manchester City  | Összesen         | Összesen         | 19        | 0         | 4     | 0     | 7        | 0        | 5          | 0          | 0     | 0     | 35     | 0      |
| Barcelona        | 2021/22          | La Liga          | 26        | 0         | 1     | 0     | —        | —        | 9          | 0          | 0     | 0     | 36     | 0      |
| Barcelona        | 2022/23          | La Liga          | 24        | 1         | 3     | 0     | —        | —        | 4          | 0          | 1     | 0     | 32     | 1      |
| Barcelona        | 2023/24          | La Liga          | 2         | 0         | —     | —     | —        | —        | —          | —          | —     | —     | 2      | 0      |
| Barcelona        | Összesen         | Összesen         | 52        | 1         | 4     | 0     | —        | —        | 13         | 0          | 1     | 0     | 70     | 1      |
| Girona (kölcsön) | 2023/24          | La Liga          | 0         | 0         | 0     | 0     | —        | —        | —          | —          | —     | —     | 0      | 0      |
| Girona (kölcsön) | Összesen         | Összesen         | 0         | 0         | 0     | 0     | —        | —        | —          | —          | —     | —     | 0      | 0      |
| KARRIER ÖSSZESEN | KARRIER ÖSSZESEN | KARRIER ÖSSZESEN | 66        | 1         | 8     | 0     | 7        | 0        | 18         | 0          | 1     | 0     | 100    | 1      |

1. 1 2 3  Mérkőzése(i) a Bajnokok Ligájában
2. ↑  A(z) Bajnokok Ligájában négyszer, a(z) Európa Ligában ötször lépett pályára
3. ↑  Mérkőzése(i) a(z) Supercopa-ban

### A válogatottban
2022. november 18-i állapot szerint.
| Spanyolország | Spanyolország | Spanyolország |
| Év            | Mérk.         | Gólok         |
| ------------- | ------------- | ------------- |
| 2020          | 4             | 0             |
| 2021          | 10            | 0             |
| 2022          | 5             | 0             |
| ÖSSZESEN      | 19            | 0             |

## Sikerei, díjai

### Klub

#### Manchester City
- Angol bajnokság: 2020–21
- Angol ligakupa: 2018–19, 2019–20, 2020–21
- Angol szuperkupa: 2019

### Válogatott

#### Spanyolország U17
- U17-es Európa bajnokság: 2017

#### Spanyolország U19
- U19-es Európa bajnokság: 2019

#### Spanyolország U23
- Olimpiai játékok: 
  - 2024, első helyezés
  - 2020, második helyezés

### Közösségi platformok
- Eric García az Instagramon
- Eric García a Twitteren

### Egyéb weboldalak
- Eric García adatlapja az FC Barcelona weboldalán (angolul)
- Eric García adatlapja a Transfermarkt oldalon (angolul)
- Eric García adatlapja a Soccerway oldalon (angolul)